# Crambus icarus
Crambus icarus là một loài bướm đêm trong họ Crambidae.